# Stellarium
Stellarium é um software livre de astronomia para visualização do céu nos moldes de um planetário, licenciado nos termos da GNU General Public License (Licença Geral Publica) versão 2, disponível para Linux, Windows, MacOS, Android, iOS e Symbian como uma versão paga desenvolvida pela Noctua Software.
O software faz uso do OpenGL, e graças a isso possui excelente qualidade técnica e gráfica, sendo capaz de simular o céu diurno, noturno e os crepúsculos de forma muito realista. Além disso, é capaz de simular planetas, luas, estrelas, eclipses, cintilação das estrelas causado pela atmosfera, luzes noturnas de cidades, posição dos satélites artificiais; incluindo a Estação Espacial Internacional (ISS, na sigla em inglês) e o Telescópio Espacial Hubble (HST) dentre outros corpos celestes, tudo em tempo real, fornecendo diversas informações detalhadas sobre eles.

## História
Stellarium foi criado pelo programador francês Fabien Chéreau, que lançou o projeto em 2001.
Em 2006, a versão 0.7.1 do Stellarium recebem um prêmio de ouro na categoria Educação da competição Les Trophées du Libre free software.
Uma versão modificada do Stellarium foi usada pelo projeto MeerKAT como um display virtual do céu, mostrando onde a antena do radiotelescópio é apontada.
Em maio 2006 o Stellarium foi destaque no SourceForge, apontado como Projeto do Mês.
Em dezembro de 2011, Stellarium foi adicionado como um dos aplicativos em destaque no Ubuntu Software Centre.
Atualmente, o software é mantido e desenvolvido por Alexander Wolf, Georg Zotti, Marcos Cardinot, Guillaume Chéreau, Bogdan Marinov, Timothy Reaves, Ferdinand Majerech e Jörg Müller. Alguns outros desenvolvedores também contribuíram com o desenvolvimento do Stellarium, entre eles Robert Spearman,Johannes Gajdosik, Matthews Gates, Nigel Kerr e Johan Meuris, que depois se tornaria o responsável pela arte.

## Características[3]
O Stellarium é um dos softwares mais completos que existem para observação de corpos celestes, tendo um catálogo com mais de 850 milhões de estrelas, com informações sobre praticamente todas elas. Além disso, também é possível observar planetas, nebulosas, luas e constelações todas em suas posições reais e com grande precisão. O Stellarium é um dos únicos softwares de seu tipo que possui as constelações Tupi-Guarani.
O software também traz a opção de tomar a latitude e longitude de qualquer localização geográfica, com a qual é possível observar o céu em diferentes partes do mundo. A visualização é realizada em tempo real, ou em um tempo de velocidade ajustável para frente e para trás no tempo, com o qual é possível "observar" o céu a qualquer hora e lugar na Terra.
Nas versões mais recentes é possível simular e explorar a superfície da Lua, Marte, do oceano, ou até mesmo da Terra, sendo possível remover a atmosfera e/ou a superfície do planeta. É possível também simular eclipses e outros eventos astronômicos, que podem ser observados de diferentes posições e horários.
O software está disponível em mais de 20 idiomas, sendo um deles o Português.

## Galeria

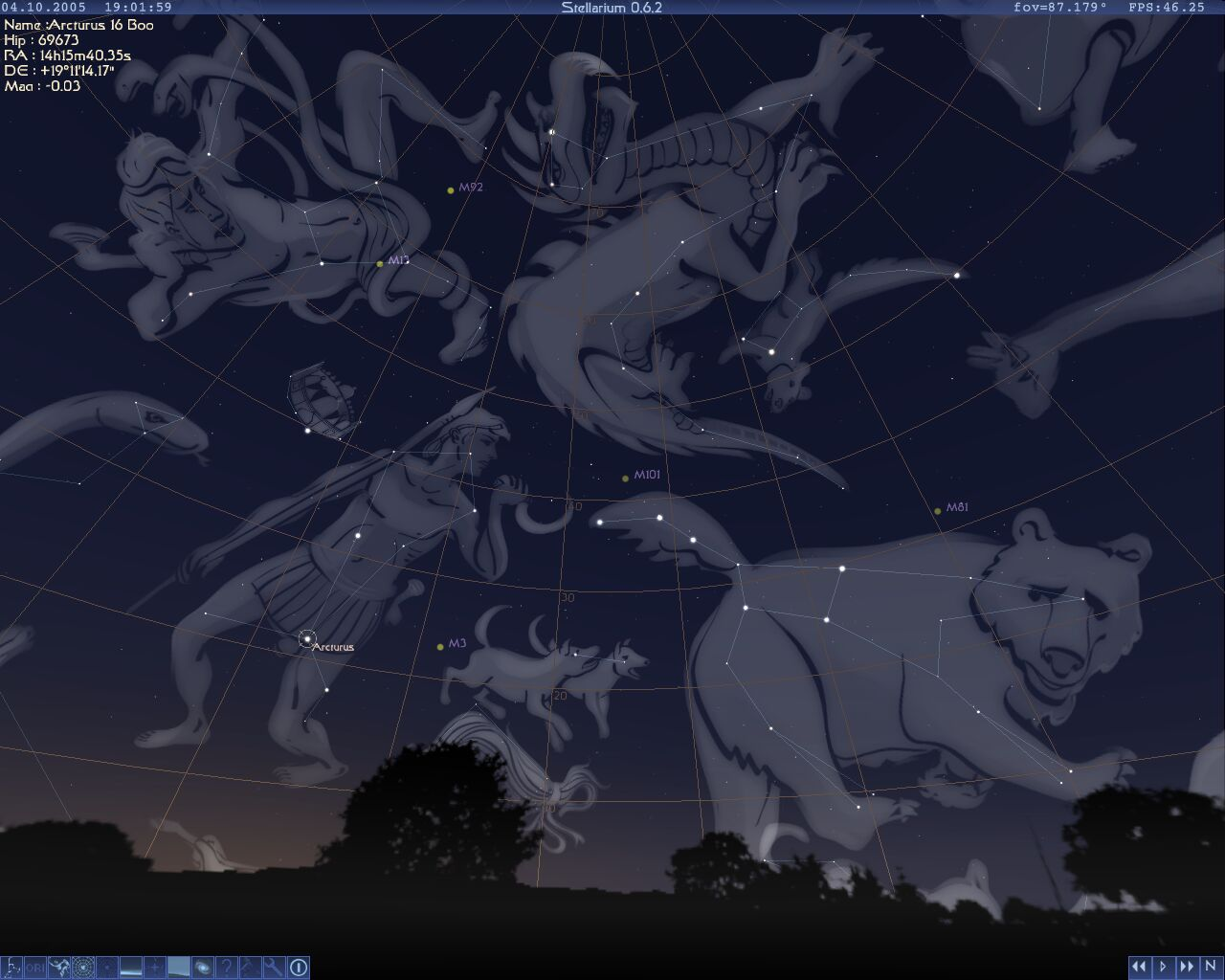
Arte na constelação
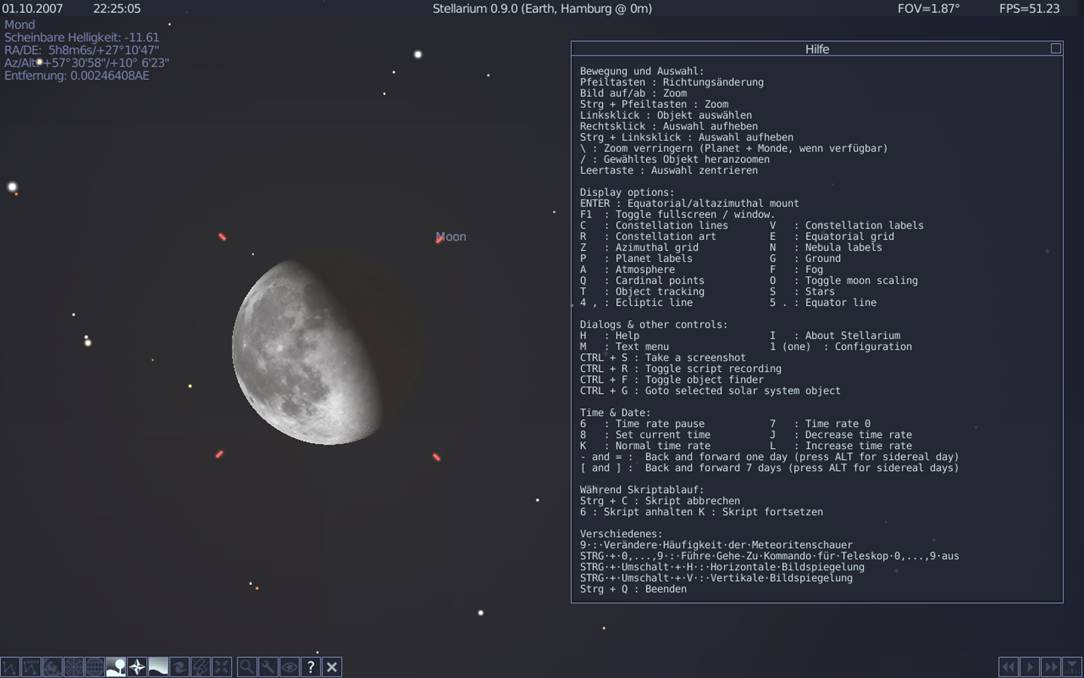
Interface do software
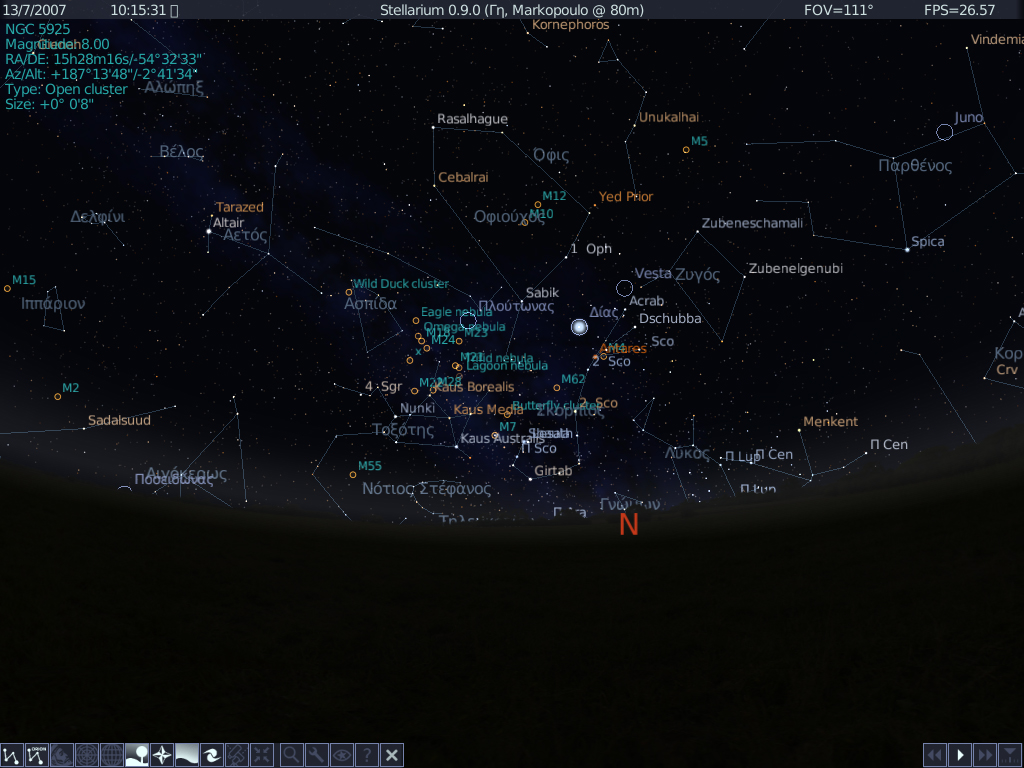
Visão ampla das constelações
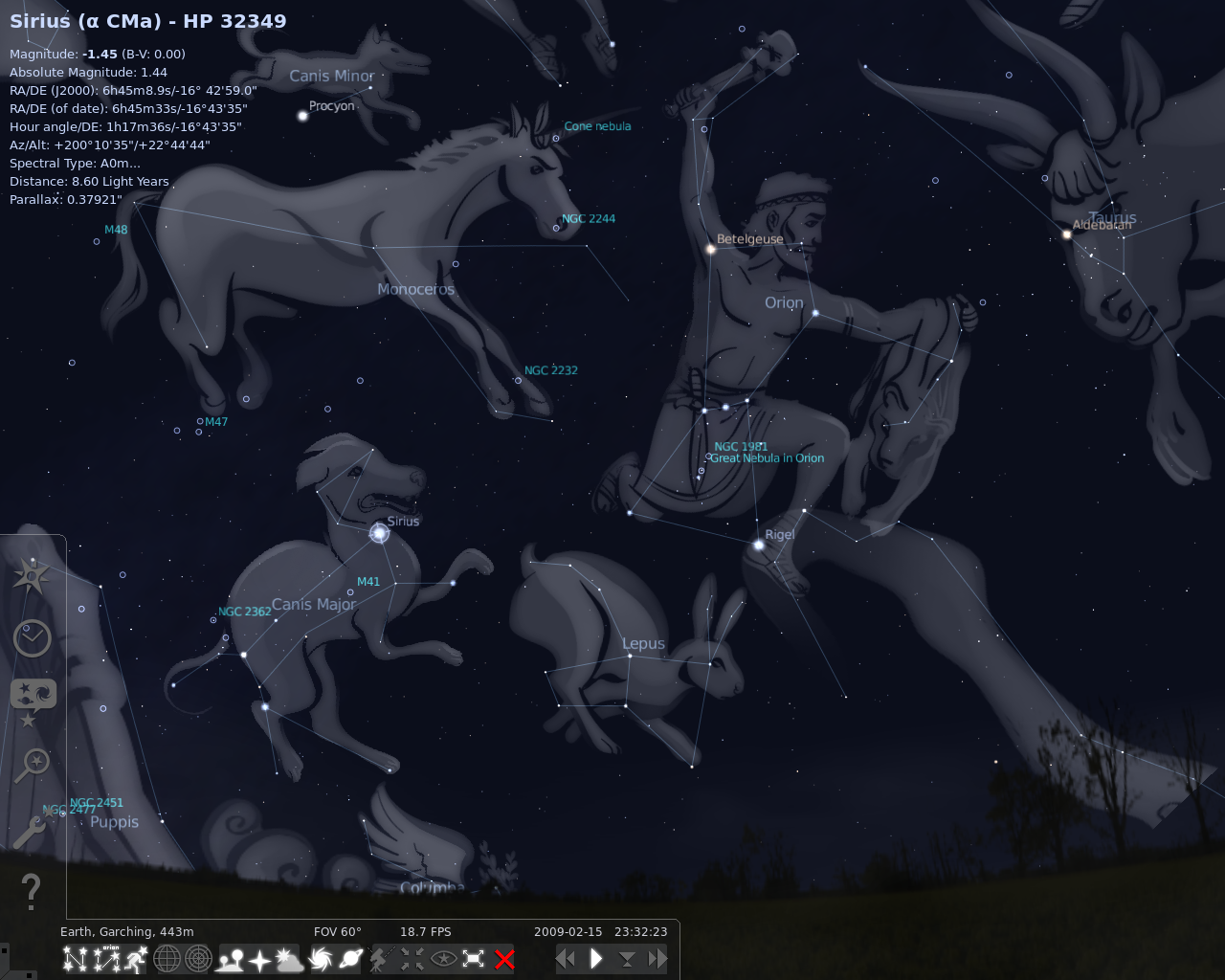
Arte na constelação
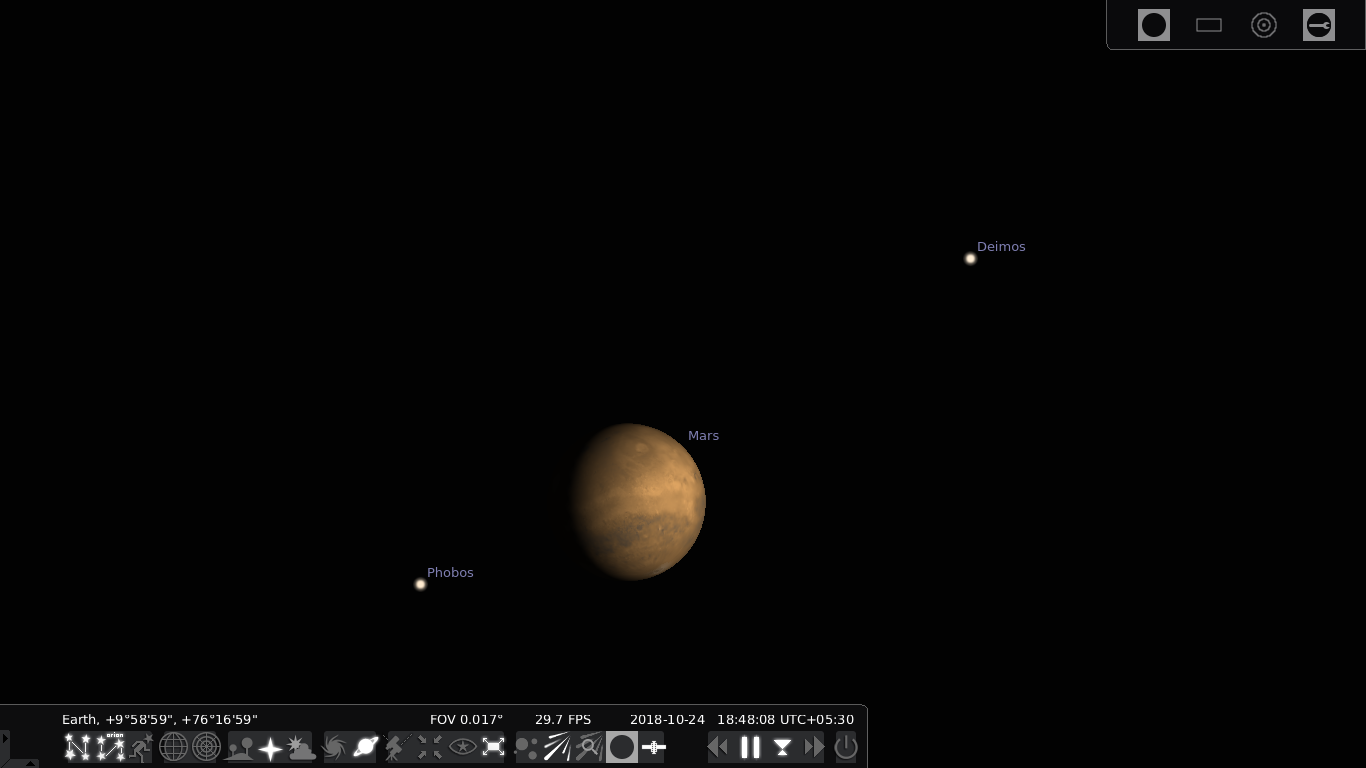
Marte e suas luas
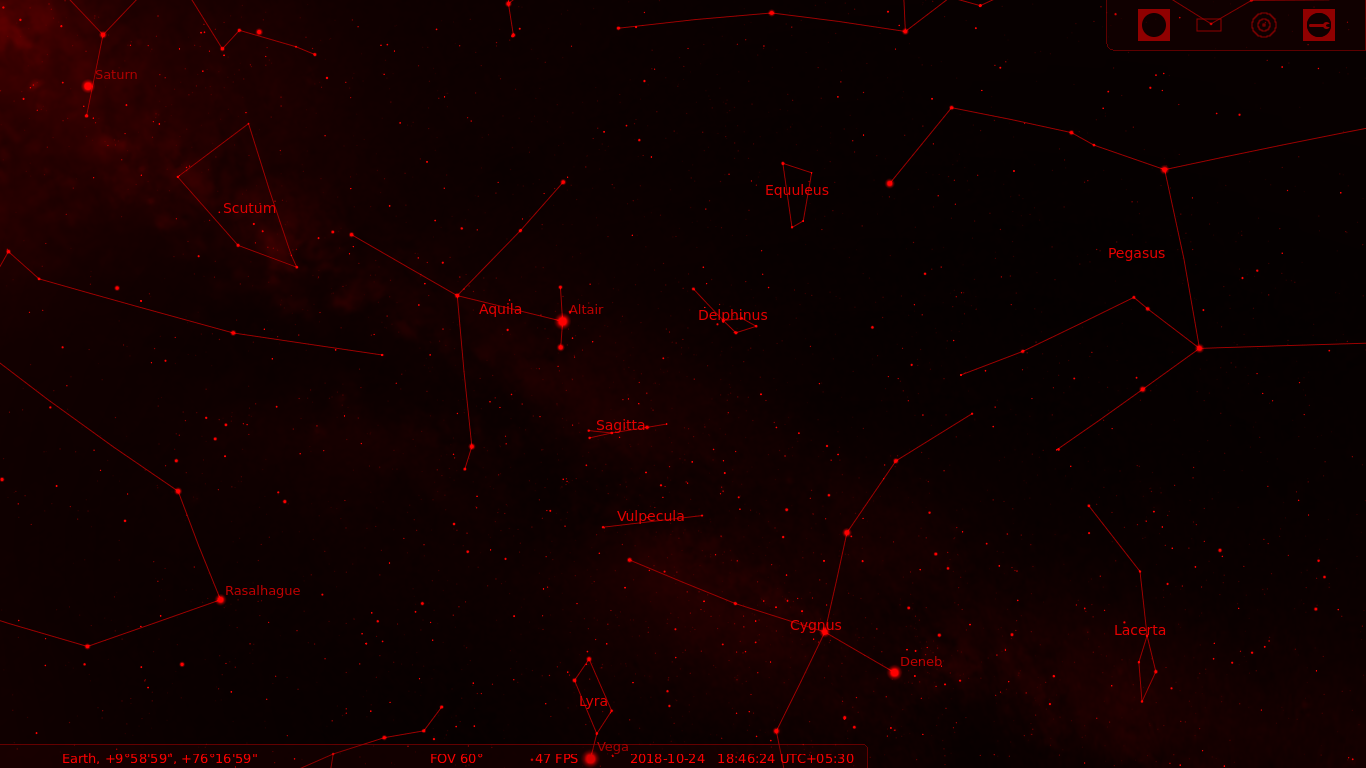
Software no seu modo noturno

## Ver Também
- Google Earth
- Celestia
- SpaceEngine
- KStars